# Вільямстаун (Вермонт)
Вільямстаун (англ. Williamstown) — місто (англ. town) в США, в окрузі Орандж штату Вермонт. Населення — 3515 осіб (2020).

## Демографія
Згідно з переписом 2010 року, у місті мешкало 3389 осіб у 1379 домогосподарствах у складі 941 родини. Було 1479 помешкань
Расовий склад населення:
| - 97,8 % — білих - 0,5 % — азіатів - 0,2 % — чорних або афроамериканців - 0,1 % — корінних американців |

До двох чи більше рас належало 1,2 %. Частка іспаномовних становила 1,4 % від усіх жителів.
За віковим діапазоном населення розподілялося таким чином: 22,0 % — особи молодші 18 років, 63,7 % — особи у віці 18—64 років, 14,3 % — особи у віці 65 років та старші. Медіана віку мешканця становила 42,4 року. На 100 осіб жіночої статі у місті припадало 98,5 чоловіків;  на 100 жінок у віці від 18 років та старших — 96,5 чоловіків також старших 18 років.
Середній дохід на одне домашнє господарство  становив 64 500 доларів США (медіана — 57 792), а середній дохід на одну сім'ю — 78 440 доларів (медіана — 74 706). Медіана доходів становила 46 856 доларів для чоловіків та 34 034 долари для жінок. За межею бідності перебувало 7,1 % осіб, у тому числі 0,0 % дітей у віці до 18 років та 7,0 % осіб у віці 65 років та старших.
Цивільне працевлаштоване населення становило 1924 особи. Основні галузі зайнятості: освіта, охорона здоров'я та соціальна допомога — 21,0 %, роздрібна торгівля — 15,7 %, фінанси, страхування та нерухомість — 14,4 %.